# Bergagård
Bergagård er en landsby i Ljungby sogn, Falkenbergs kommun, Hallands län, Sverige, ca. 11 km nordøst for Falkenberg. Navnet kommer fra bjerg og gård (landsbyen ligger på en bakke, der oprindeligt tilhørte Ljungby). Det blev første gang registreret som 'Bierregaardenn' i 1569. Falkenbergs Motorbana ligger i den sydlige del af landsbyen. 